# Asterix en Latraviata
Asterix en Latraviata is het 31e stripalbum in de Asterix-stripreeks, en de zevende strip die geheel is geschreven en getekend door enkel Albert Uderzo.

## Verhaal
Het is de verjaardag van Asterix en van Obelix en als verrassing zijn de moeders van beide Galliërs reeds naar het dorp gekomen.
Asterix krijgt van zijn moeder (Praline) een Romeins zwaard, Obelix van de zijne (Gelatine) een fraaie helm voor zijn collectie.
In afwachting dat hun vaders, die momenteel hun souvenirwinkel in Condatum uitbaten, zich bij hen zullen voegen, proberen beide moeders hun kinderen te koppelen, tot frustratie van hen beiden. Zelfs een dansfeest wordt georganiseerd en Obelix neemt een meisje ten dans, maar hij danst zoals hij vecht: met veel energie, te veel voor het arme kind dat volledig knock-out gedanst wordt.
Ondertussen hebben de vaders van Asterix (Astronomix) en Obelix (Obelopalix) zich in een netelige situatie gewerkt. De drankzuchtige legionair Bacchionysus (bekend uit Het geschenk van Caesar) heeft in hun winkel een helm en zwaard verpatst: dezelfde helm en zwaard die Asterix en Obelix hebben gekregen. Deze twee voorwerpen behoorden toe aan Pompeius, Caesars vijand (en de meester van Bacchionysus). De rechtmatige eigenaar wil de voorwerpen terug, waarop diens medestander, de prefect Bonusmalus, een geheim wapen in de strijd werpt: een grote treurspeelster (actrice) genaamd Latraviata. Zij vermomt zich als Obelix' grote liefde Walhalla (bekend uit Asterix als legioensoldaat) en infiltreert in het Gallische dorp, vergezeld van de Romeinse geheim agent Pincodus. Aanvankelijk lijkt het plan te werken, maar haar aanwezigheid doet veel mensen de wenkbrauwen fronsen, zeker bij Praline en Gelatine (die het niet neemt dat Obelix de valse Walhalla de helm schenkt), en zelfs haar eigen vader haar nauwelijks lijkt te herkennen. Ook haar reacties aangaande Tragicomix en hoe men van repliek gediend wordt op vragen, maken dat de spanningen stijgen. Asterix en Obelix krijgen ruzie over Walhalla, waarbij een woedende Obelix Asterix een mep verkoopt die daardoor knock-out gaat. Latraviata kwetst Obelix' gevoelens opzettelijk door hem "niet meer lief" te vinden, waarop hij zijn tranen de vrije loop laat in zijn steengroeve.
Panoramix wordt erbij gehaald om Asterix te genezen, maar de toverdrank maakt Asterix euforisch. Hij springt, danst, schudt handen en zoent het dorp rond, waarbij de vermomde Latraviata duizelig wordt gedanst alvorens door Asterix in zijn roes gezoend te worden. Obelix komt tussenbeide en wordt zelf neergeslagen, echter zonder veel gevolgen, behalve dat Latraviata hen allemaal beschuldigt niets anders te zijn dan wilden. Asterix belandt ondertussen in zee en knalt op een rots. Enige uren later wordt hij weer wakker en, na de piraten de stuipen op het lijf te hebben gejaagd, probeert hij de kust midden in een storm al zwemmend te bereiken. Dankzij enkele dolfijnen slaagt hij in zijn onderneming en hij wordt in zijn hut met moederlijke zorgen omringd. 
Kort daarop gaat hij zich verzoenen met Obelix, waarop Latraviata van de afleiding gebruikmaakt om het zwaard van Pompeius te stelen bij Asterix. Haar taak volbracht willen Latraviata en Pincodus zo snel mogelijk wegwezen, veinzend terug te willen naar Tragicomix. Asterix en Obelix besluiten hen te vergezellen, met als bedoeling hun vaders te gaan halen (en zo hun moeders uit hun haren). Obelix neemt een menhir mee als cadeautje, maar is ondertussen bedroefd: Idefix is vermist (die buiten zijn weten om verliefd werd op een schattig hondje dat tijdens de twist passeerde, zo blijkt later).
Ondertussen proberen Astronomix en Obelopalix via Bacchionysus woord uit te sturen, wanneer deze op watercorvee wordt gezet. Hij raakt echter zodanig dronken dat hij de boodschap vergeet te melden. Een spion van Caesar hoort echter de dronken Romein ontvallen dat Pompeius in Condatum is en zet een andere reeks gebeurtenissen in gang, terwijl beide oudere Galliërs ongeduldig wachten op bevrijding.
De echte Walhalla en haar echtgenoot Tragicomix ontdekken ondertussen zelf dat Bonusmalus de vaders van Asterix en Obelix heeft laten opsluiten, en ze vertrekken meteen naar het Gallische dorp om het duo te waarschuwen, waarbij ze op Pincodus en Latraviata botsen. Wanneer Tragicomix Latraviata, nog steeds vermomd als Walhalla, op de bok tegenover hem ziet zitten, kan hij zijn verbazing niet onderdrukken. Door de tussenkomst van de echte Walhalla wordt Latraviata ontmaskerd, terwijl Pincodus onderschept wordt door de menhir van Obelix. Hij is volledig van de kaart, terwijl de helm en zwaard de klap niet hebben overleefd. Walhalla brengt Asterix en Obelix ondertussen op de hoogte van de problemen in Condatum en vertrekken terstond om hun vaders te bevrijden.
Onderweg komen ze knokkende patrouilles tegen, die elkaar bekampen: Asterix vermoedt dat dit het werk is van Pompeius en Caesar, zoals hij Obelix tracht toe te lichten. 
In Condatum maken Asterix en Obelix korte metten met de Bonusmalus en zijn troepen, bevrijden hun ouders en vallen boven op de troepen van de prefectuur, die ze prompt van de kaart vegen. Tot Caesar arriveert en een eind aan de gevechten maakt. Tegelijk komen Tragicomix, Walhalla en Latraviata (die het goed met elkaar kunnen vinden) en Pincodus toe, een geketende man met zich meevoerend: Pompeius.
Caesar laat hem terstond verbannen naar Africa, waar ze "wel anders zullen piepen". Als dank voor bewezen diensten geeft Caesar een "Gouden Ik" aan Asterix, die hem prompt aan Latraviata geeft. 
Als de groep nadien snel helpt de souvenirwinkel op te ruimen, schenken Astronomix en Obelopalix Latraviata een prachtig Romeins gewaad, en met de hulp van Walhalla wordt ze betoverend mooi opgemaakt. Met de "Gouden Ik" in de armen neemt ze van iedereen afscheid, in het bijzonder van Asterix, waarna de rest van de groep naar het dorp terugkeert, in gezelschap van Tragicomix en Walhalla, om diezelfde avond deel te nemen aan het traditionele slotfeest. Zoals verhoopt laten Praline en Gelatine hun zoons met rust, want ze richten hun aandacht weer op hun echtgenoten. Asterix is tenminste blij dat hun respectievelijke ouders er nu allebei bij zijn. 
Obelix hoopt, tijdens het verorberen van zijn everzwijn, dat hij nu nog Idéfix terug zal vinden, niet beseffende dat zijn hondje achter hem er aan komt, in eigen gezelschap.

## Personages
Naast de gewone personages, zijn volgende personages ook van de partij: 
- Latraviata, de toneelspeelster, die zich vermomt als Walhalla om het zwaard en helm van Pompeius terug te halen. Verwijst naar La Traviata.
- Pincodus, de Romeinse geheim agent en begeleider van Latraviata. Zijn naam is een woordspeling op de geheime pincode.
- Bonusmalus, de prefect van Condatum (volgt Gaius Delirius op na Asterix en de Helvetiërs). Zijn naam verwijst naar de verzekeringsterm bonus-malus.
- Pompeius, (in de Nederlandse vertaling Pompejus geschreven) Romeinse consul en enig overgebleven rivaal van Julius Caesar om de heerschappij van het Rijk (na de dood van Gracchus en het einde van het Triumviraat). Een historisch persoon.
- Praline, de moeder van Asterix ("Rixje"). Naar de chocolade-lekkernij praline.
- Gelatine, de moeder van Obelix ("Pixje"). Naar het product gelatine dat onder meer in gumsnoepjes wordt verwerkt.
- Astronomix, de vader van Asterix. Naar astronomie.
- Obelopalix, de vader van Obelix. Net als Obelix verwijst ook zijn vaders naam naar een hemellichaam.
- Bacchionysus, de permanent aangeschoten legionair, die sedert Het geschenk van Caesar aan lager wal is geraakt en nu Pompeius dient, tot zijn dorst hem weer in de problemen helpt. Zijn naam is een woordspeling op zowel Bacchus als Dionysos, de Romeinse respectievelijk Griekse benaming voor de god van onder meer wijn en vertier.
- Walhalla, die Asterix en Obelix wil verwittigen dat hun vaders in de cel zitten. Naar de mythologische hemel bij de Noormannen.
- Tragicomix, de wederhelft van Walhalla, die samen met haar naar het dorp vertrekt. Baat een mennerij uit in Condatum. Naar 'tragikomedie', een vorm van toneel waarbij tragedie op komische wijze wordt bijgevallen.
- Plantaquatix, de vader van Walhalla. Zijn naam is een woordspeling op waterplant.
- Centurio Ignoramus, de kampcommandant in een van de garnizoenen rond Condatum. Zijn naam verwijst naar "hij die onwetend is (ignorant)". Ironisch genoeg is hij dit ook letterlijk waar het de Pompejanen aangaat, maar wil zijn incompetentie (of die van zijn generaal) niet in de verf zetten en veroorzaakt hierdoor mee de chaotische executie van de orders van Caesar.
- Decurio Baccusclausus, de garnizoensadjudant onder Ignoramus. Zijn naam verwijst naar een gradatie van dronkenschap of beneveldheid. Net als zijn overste heeft hij geen idee hoe ze een Pompejaan moeten onderscheiden van een Romein, maar projecteert zijn eigen incompetentie op eenzelfde wijze over zijn manschappen als Ignoramus over hem, daardoor de chaotische executie van de orders van Caesar verder bewerkstelligend.

## Achtergrond
- Latraviata is een woordspeling op de opera La Traviata, een dramatisch spel. Latraviata verwijst er zelf regelmatig naar door te stellen van "alles zo geen drama te maken".
- De prijs die Latraviata ontvangt, een beeldje van Julius Caesar, is een parodie op de César-filmprijs.
- In dit album ontmoet Idéfix een vrouwtje en krijgt met haar een nest puppy's. Deze zijn op het einde van het verhaal voor het eerst te zien. In volgende albums wordt geen gewag meer van gemaakt, noch enige uitleg verstrekt naar hun lotgevallen.
- In dit album wordt bevestigd dat Asterix en Obelix op dezelfde dag jarig zijn, maar in Obelix & co. vierde Obelix alleen zijn verjaardag. Obelix reageert hier onbewust op met een kwinkslag dat hij 'eerst is geboren, want hij ligt duidelijk enkele everzwijnen voor'.
- In lijn met hun zonen zijn Astronomix en Obelopalix genoemd naar astronomische begrippen: Astronomix naar astronomie, Obelopalix is een woordspeling op blauwe ster.
- Beide oudjes zien eruit als oudere versies van Asterix en Obelix, maar drinken meer alcohol en zijn wat weemoediger door hun hoge leeftijd.
- De Romeinse geheim agent Pincodus verwijst naar een pincode, een geheime code voor bijvoorbeeld een mobiele telefoon of betaalkaart, die net als hijzelf geheim hoort te zijn.
- Pincodus belandt onder Obelix' menhir, net als dit gebeurde met de druïden Panoramix en Amnesix, en Nogalfix in De strijd van de stamhoofden.
- Diezelfde menhir wordt het nieuwe uithangbord van de souvenirwinkel, waarvan de naam verandert in "De Vliegende Menhir".
- In de souvenirwinkel zijn onder meer te koop:
  - helm van Romeins legionair "nooit gebruikt" (en in redelijke staat)
  - helm van Romeins legionair "één keer gebruikt" (en in zwaar gedeukte staat, vermoedelijk door toedoen van Obelix)
  - Gallisch aardewerk, "behoudt zijn waarde door de stijgende vraag"
  - handgemaakte kleine menhirs, "gesigneerd door de maker (Obelix)"
  - een Romeins gewaad "van een vrouw die door gokken letterlijk was uitgekleed" (geschonken aan Latraviata)
  - het harnas van Pompeius op een standaard. Het zwaard en helm zijn als geschenken aan Asterix respectievelijk Obelix geschonken als verjaardagscadeautjes. Vreemd genoeg wordt er geen poging gedaan dit harnas terug te halen, vermist beide ouderlingen melden dat er 'niets' gestolen lijkt uit de winkel.
- Gelatine en Praline stonden onderweg naar het dorp in de file (een actueel probleem) en zaten achter op een kar met vissen, die een zodanige geur verspreidden dat je "er tegen kon leunen". Dit verwijst naar een bekend probleem dat reeds in De Grote Oversteek werd vermeld: Kostunrix laat immers zijn vis per ossenkar uit Lutetia aanvoeren in plaats van deze zelf uit zee te vissen.
- In dezelfde conversatie wordt er allusie gemaakt op HST, "Heel Snel Transport" volgens Kostunrix. In werkelijkheid is dit een zinspeling op de TGV, de "Train à Grande Vitesse", of de hogesnelheidstrein (hst). Meer bepaald de Atlantique-tak hiervan bedient de streek in huidige tijden.
- Panoramix stelt, als Praline hem verwijt dat hij haar Asterix ("Rixje") zich laat gedragen als een enorme vlo na het innemen van een versterkend drankje, dat hij "misschien wel mensen onoverwinnelijk kan maken met zijn drankjes, in steen kan veranderen, een tweede jeugd kan gunnen en wie weet wat nog allemaal, het nog niet betekent dat hij kan toveren".
- Enige tijd later zet Panoramix haar een tweede keer op haar plaats: Praline wil immers niet, wanneer Asterix terug is gekeerd van zijn 'avontuur' en bij bewustzijn is, dat haar zoon nog langer toverdrank neemt, wat ze als 'viezigheid' bestempelt; Panoramix wijst haar er zonder blikken of blozen op dat 'zonder die "viezigheid" de avonturen van Asterix wel eens heel anders hadden kunnen lopen'.
- Latraviata toont typische divatrekjes, door, wanneer ze zich beledigd voelt of men haar talent in twijfel trekt, zeer scherp en hard uit de hoek te komen. Ook wanneer zij en Pincodus aankomen in het dorp, en zij klaarblijkelijk speelt apathisch te zijn, is dat in werkelijkheid omdat ze in shock is bij het zich voor te stellen dat er mensen in "zo een gat" kunnen of willen wonen.
- Bacchionysus moet, buiten beeld, Obelopalix en Astronomix identificeren en vraagt of de tweede persoon (ook buiten beeld) "peterselie in de oren heeft" (wat de Romeinen vaak doen in de strips om zich te wapenen tegen de zangkunsten van Kakofonix).
- De Piraten zien Asterix in een storm op een uitstekende rots staan en denken dat hij een geest is die over het water loopt, waarna ze zich onmiddellijk omkeren en zich uit de voeten maken. Het is een van de weinige keren dat de piraten een ontmoeting met Asterix en/of Obelix zonder kleerscheuren of een zinkende schuit overleven.
- De koerier die de boodschap van de Legaat aan het paleis van Caesar levert moet dit te voet doen en hijgt zich een ongeluk bij aankomst. Het bericht komt bij de Legaat terug waarbij het het paard is dat zich haast doodhijgt van de inspanning.
- De beelden aan het paleis van Caesar beelden Herakles uit die met een leeuw worstelt (naar een van zijn twaalf werken), en Theseus die met een stier worstelt (als verwijzing naar zijn gevecht met de Minotaurus).
- Op pagina 37 bekvechten twee decurio's met elkaar en gebruiken daarbij scheldwoorden als "krankjorum", "ponum", "schorem" (voor Decurio Baccusclausus), "kwiebus", "grasmus" en "gajes" (voor de andere naamloze Decurio). Dit zijn geen Latijnse maar Nederlandse en Jiddische termen. In het Frans is een van de scheldwoorden "J'en ricane d'aisance" wat betekent "ik giechel erom voor het gemak" maar wat ook kan worden verstaan als "jerrycan d'essence".
- Pompeius heeft na door Caesar uit Rome verdreven te zijn in werkelijkheid nooit voet in Gallië gezet. Zijn legioenen werden verslagen bij Pharsalus, in het noorden van Griekenland. Hierna vluchtte Pompeius naar Egypte, waar hij werd vermoord. Toch wordt deze vlucht aangehaald, daar Caesar hem naar Africa verbant in de strip.
- Pompeius is een van de weinige historische figuren waarbij de auteur in de oorspronkelijke vertaling moest afwijken van de regel dat Romeinse namen op -us eindigen. In het Frans heet hij namelijk Pompée. De andere zijn Cato, Scipio Africanus en Jules César. In de Nederlandse vertaling wordt een kleine afwijking aangehouden, want hij wordt als Pompejus benoemd, en zijn volgelingen Pompejanen genoemd.